# Annie Furuhjelm

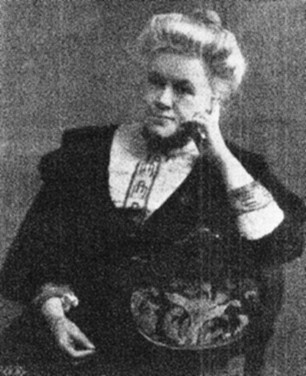
Annie Furuhjelm

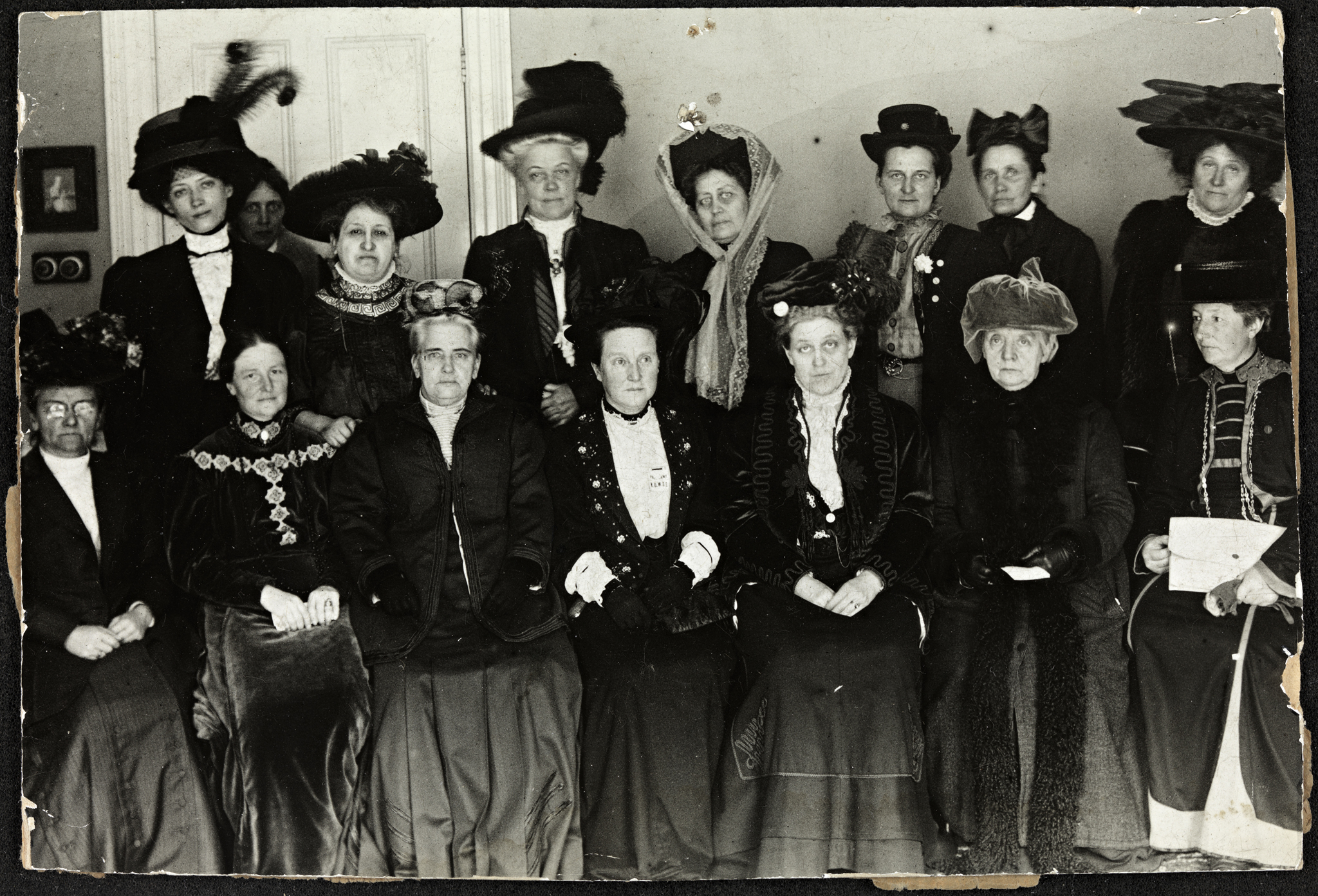
Frauenwahlrechtskongress in London 1899; hinten von links: Thora Daugaard (Dänemark), Louise Qvam (Norwegen), Aletta Jacobs (Niederland), Annie Furuhjelm (Finnland), Zinaida Mirowich (Russland), Käthe Schirmacher (Deutschland), Elise Honegger (Schweiz), unbekannte Person; vorne von links: unbekannt, Anna Bugge Wicksell (Schweden), Ann Shaw (USA), Millicent Fawcett (Präsidentin, England), Chapmann Catt (USA), Fredrikke Marie Qvam (Norwegen), Anita Augspurg (Deutschland)

Annie Fredrika Furuhjelm (* 11. Dezember 1859 in Sitka; † 17. Juli 1937 in Hyvinkää) war eine finnlandschwedische Journalistin, Frauenrechts-Aktivistin und Autorin. Sie war Mitglied des finnischen Parlamentes für die Schwedische Volkspartei von 1913 bis 1924 und erneut von 1927 bis 1929. Sie war die erste Delegierte der International Alliance of Women mit Wahlrecht in Europa und die erste gewählte weibliche Abgeordnete, die vor dem Britischen Parlament sprach.

## Herkunft und Ausbildung
Annie Fredrika Furuhjelm wurde 1859 in Sitka auf Baranof Island im Südosten Alaskas geboren, das damals noch russische Kolonie war. Ihr Vater, Johan Hampus Furuhjelm, war der vorletzte russische Gouverneur Alaskas, ihre Mutter, Anna Elisabeth von Schoultz, war Tochter eines nach Schweden ausgewanderten finnlandschwedischen Abenteurers. Als Alaska von den Vereinigten Staaten erworben wurde, zog die Familie 1867 nach Russisch-Sibirien, wo sie sechs Jahre in Nikolajewsk am Amur verbrachte, bevor sie nach Helsinki zurückkehrte. 1870 ging Furujhelm zur Ausbildung nach Dresden, 1872 kehrte sie zu ihrer Familie nach Helsinki zurück. Sie genoss eine ausgezeichnete Bildung und sprach fließend Englisch, Französisch, Deutsch, Italienisch, Russisch und Schwedisch. 1876 erwarb sie das Abitur, 1887 machte sie ihren Abschluss am Postgraduierten-Kolleg.

## Karriere
Nach ihrer Ausbildung lebte Furuhjelm auf dem Anwesen ihrer Familie und gründete eine Schule. Sie arbeitete viele Jahre lang als Krankenschwester in der Gemeinde, konnte sich aber an das abgeschlossene Leben nicht gewöhnen und beschloss 1890, Journalistin zu werden. Sie gründete eine Zeitung namens Nytid („Neuzeit“), die zum Sprachrohr der finnischen Frauenorganisation wurde. 1899 kam Furuhjelm mit gleichgesinnten Frauen zusammen, darunter Lucina Hagman, Alli Nissinen und Sofia Rein, um Hagman bei der Gründung des „Martha-Verbunds“ (schwedisch Marthaförbundet) zu helfen, einer humanitären Organisation, die Frauen bei der Haushaltsführung unterstützen sollte. Da Versammlungen zu dieser Zeit von der finnischen Regierung verboten waren, trafen sich die Frauen heimlich in den Wohnungen verschiedener Mitglieder. Furuhjelm war die erste Sekretärin der Organisation.
1904 nahm Furuhjelm am 5. Kongress des International Council of Women (ICW) in Berlin teil und bat um Unterstützung bei der Gründung einer finnischen Wahlrechtsorganisation. Der ICW lehnte ab, da Finnland noch vom russischen Kaiserreich regiert wurde, aber Carrie Chapman Catt versicherte, dass die International Women Suffrage Alliance (IWSA) eine finnische Wahlrechtsorganisation unterstützen würde. Furuhjelm kehrte von der Konferenz begeistert zurück und organisierte in Finnland eine Konferenz, die von 1.000 Frauen besucht wurde. 1905 gründete sie das Komitee für Frauenwahlrecht. Nach der Russischen Revolution von 1905, die in Finnland zu einem Generalstreik führte, erlangte Finnland eine vermehrte Autonomie von Russland. Alle finnischen Bürger erhielten 1906 das Allgemeine Wahlrecht, erstmals weltweit gab es auch ein passives Wahlrecht für Frauen. Als das Komitee für Frauenwahlrecht 1906 in die Allianz der IWSA aufgenommen wurde, war Furuhjelm die erste uneingeschränkt wahlberechtigte europäische Delegierte der Vereinigung. Zwischen 1909 und 1920 war sie Vorstandsmitglied der IWSA. 1906 war sie die Hauptrednerin der Kopenhagener Konferenz der IWSA und erhielt für ihre Rede stehende Ovationen.
Der Schwedische Frauenverein Finnlands wurde 1907 gegründet. Furuhjelm wurde zur Vorsitzenden gewählt und behielt dieses Amt ihr Leben lang. Sie trat regelmäßig als Rednerin auf internationalen Wahlrechtstreffen auf, schrieb für "Jus Suffragii", die offizielle Zeitschrift der IWSA, und war eine persönliche Freundin und Begleiterin von Carrie Chapman Catt. 1913 wurde Furuhjelm in das Finnische Parlament gewählt, als eine der ersten einundzwanzig weiblichen Abgeordneten. Im folgenden Jahr begleitete sie Catt, als diese vor dem Britischen Parlament in London sprach; dies war das erste Mal, dass eine gewählte weibliche Abgeordnete vor dem Parlament sprach. 1917 gehörte sie dem Gesetzeskomitee an, das kurzzeitig die finnische Monarchie wiederherstellte und die Finnische Unabhängigkeitserklärung verfasste, aus der schließlich die finnische Republik hervorging. 1919 begann sie als Redakteurin bei der Zeitschrift Astra zu arbeiten, wo sie bis 1927 tätig war. Bei der Parlamentswahl 1924 wurde Furuhjelm abgewählt, wobei sie sich sehr für die Kampagne zur Abschaffung des finnischen Prohibitionsgesetzes eingesetzt hatte. Sie zog 1927 erneut als Abgeordnete der Schwedischen Volkspartei (SFP) ins Parlament ein. Als sie sich 1929 aus der Politik zurückzog, wurde sie mit dem Finnischen Orden der Weißen Rose ausgezeichnet.
Ihre letzten Lebensjahre widmete Furuhjelm weiter den Frauenrechtsfragen. Sie setzte sich außerdem weiterhin für die Aufhebung der Prohibition ein, da ihrer Meinung nach das Gesetz zu einem Anstieg der Kriminalität und des Schmuggels führte und den Alkoholkonsum nicht wirksam kontrollierte. Kurz vor ihrem Tod am 17. Juli 1937 in der südfinnischen Stadt Hyvinkää veröffentlichte sie zwei Bände mit ihren Memoiren.

## Veröffentlichungen (Auswahl)
- Kvinnorna och lantdagsvalen (1910)
- Finland. The nationality of married women. International Women’s News, Band 21 (1927), № 9, S. 113.
- Människor och öden (1932)
- Den stigande oron (1935)
- Gryning (1939)